# Inuksuk

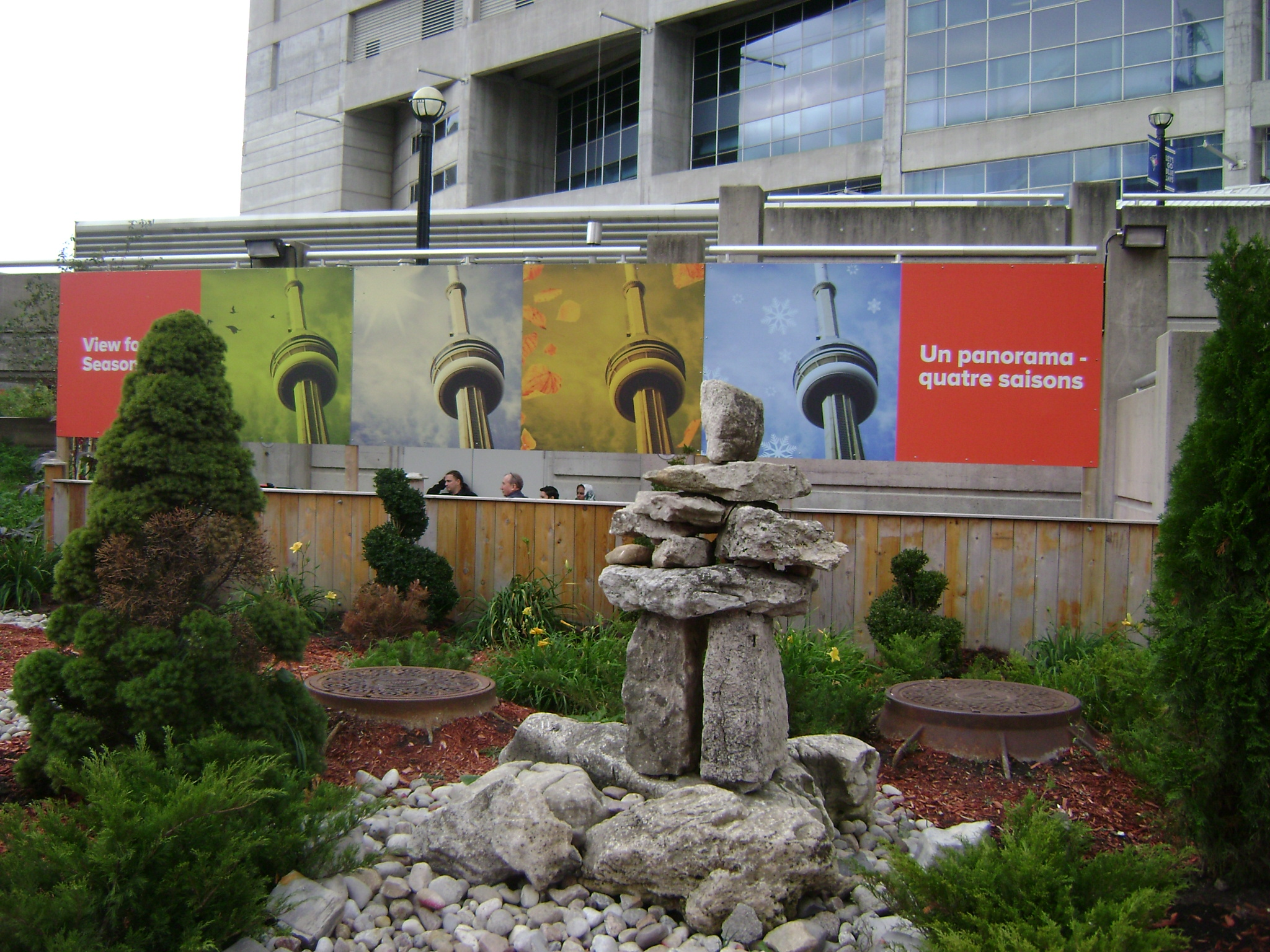
Inuksuk na entrada da Torre CN, em Toronto, Ontário, Canadá.

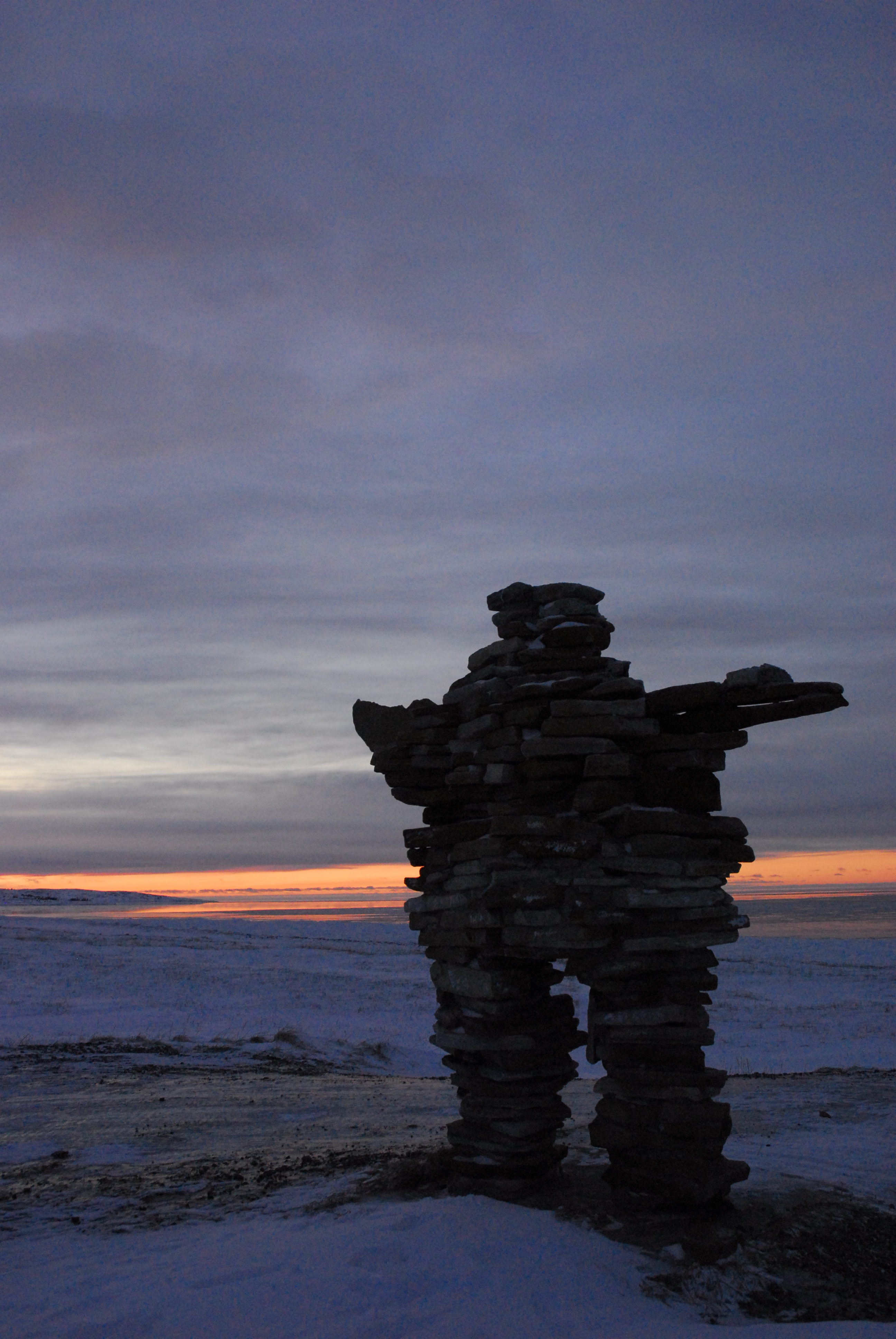

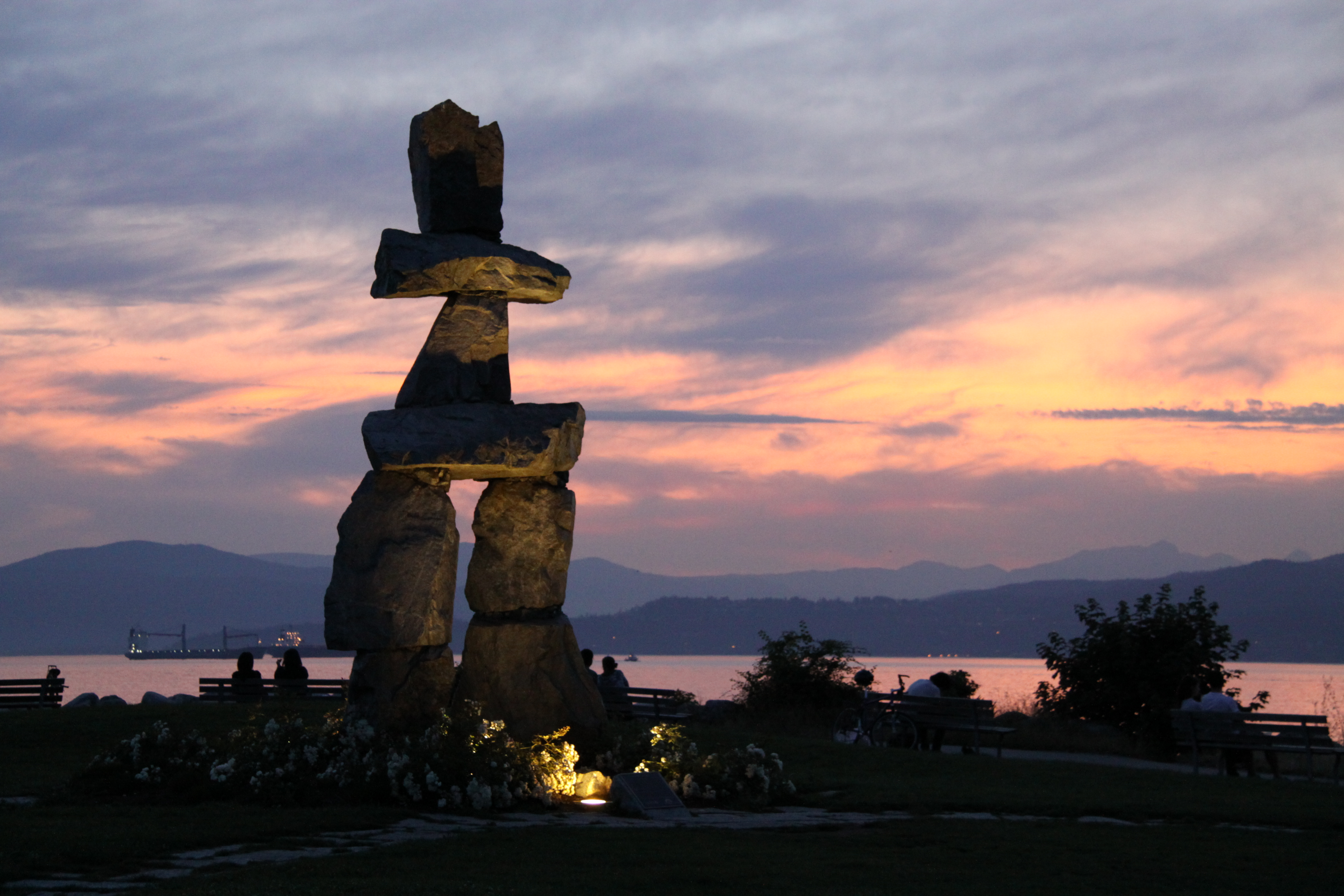
Inukshuk na English Bay, British Columbia, Canadá.

Um inuksuk (plural inuksuit) é um tipo de moledro construído por, e para uso de, inuítes, inupiats, kalaallit, iúpiques, e outros povos da região Ártica da América do Norte. Estas estruturas são encontradas no norte do Canadá, Groenlândia e Alasca (Estados Unidos). Esta região combinada, ao norte do Círculo Polar Ártico, é dominada pelo bioma tundra e possui áreas com poucos marcos naturais.
Os inuksuit podem ter sido historicamente usado para navegação, como pontos de referência, marcadores para rotas de viagem, locais de pesca, acampamentos, áreas de caça, locais de veneração, cercas flutuantes usadas na caça, ou para marcar esconderijos de comida. Os Iñupiat no norte do Alasca usaram os inuksuit para auxiliar no pastoreio de caribus em áreas confinadas para abate. Variando em forma e tamanho, os inuksuit tem raízes antigas na cultura Inuit.
Historicamente, os tipos mais comuns de inuksuit são construídos com pedra colocada sobre pedra. O tipo mais simples é uma única pedra posicionada de forma vertical. O tamanho de alguns inuksuit sugere que a construção era muitas vezes um esforço comunitário.
No Ponto Inuksuk (Ponto Enukso) na Ilha Baffin, existem mais de 100 inuksuit. O local foi designado como Sítio Histórico Nacional do Canadá em 1969.

## Nome
A palavra inuksuk significa "aquilo que age na capacidade de um ser humano". A palavra vem dos morfemas inuk ("pessoa") e -suk ("imitação, substituto"). É pronunciado inutsuk em Nunavik e na parte sul da Ilha de Baffin (ver fonologia Inuit para as razões linguísticas).
Embora a ortografia inglesa predominante seja inukshuk, tanto o governo de Nunavut  quanto o governo do Canadá, por meio do Indigenous and Northern Affairs Canada promovem a ortografia preferida dos inuítes, inuksuk.

Uma estrutura semelhante a um inuksuk é chamada de inunnguaq (ᐃᓄᙳᐊᖅ, "imitação de uma pessoa", plural inunnguat); destina-se a representar uma figura humana. Inunnguaq tornou-se amplamente familiar para os não-inuítes e é encontrado principalmente na Groenlândia. No entanto, não é o tipo mais comum de inuksuk. Distingue-se do inuksuit em geral.